# Holger Hagen

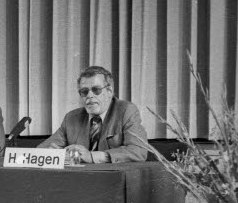
Holger Hagen bei einer Podiumsdiskussion während der Kieler Woche 1976

Holger Hagen (* 27. August 1915 in Halle (Saale); † 16. November 1996 in München) war ein deutscher Schauspieler und Synchronsprecher.

## Leben
Als Sohn des Kunsthistorikers und Operndirigenten Oskar Hagen sowie der Opernsängerin Thyra Leisner kam Hagen am 4. September 1924 in die USA. An der Universität von Wisconsin in Madison absolvierte er ein Schauspielstudium und debütierte am Broadway.
1945 kehrte er, im Gegensatz zu seiner jüngeren Schwester Uta Hagen, die ebenfalls Schauspielerin wurde, als Offizier der US Army nach Deutschland zurück. Hier war er bis 1948 Theater- und Musikbeauftragter der US-Militärregierung. Im Anschluss daran fing Holger Hagen wieder selbst mit der Schauspielerei an; er trat auf den Theaterbühnen von Frankfurt am Main, Hamburg, Berlin und München auf.
Anfang der 1950er Jahre begann Hagen seine umfangreiche Tätigkeit als Synchronsprecher. Er lieh mehrmals Richard Burton (z. B. in Wer hat Angst vor Virginia Woolf?), James Garner (Gesprengte Ketten, Auch ein Sheriff braucht mal Hilfe), William Holden (The Wild Bunch), Burt Lancaster (Gewalt und Leidenschaft), Dean Martin (Rio Bravo), Marcello Mastroianni (8½) und Tony Randall (Marrakesch) seine markante, aber unaufdringliche Stimme. Im Laufe der Jahre synchronisierte Holger Hagen mehr als 200 Film- und mindestens ebenso viele Serienrollen. In der US-Westernserie Big Valley sprach er beispielsweise Richard Long als Jarrod Barcley. In Raumschiff Enterprise ist er als Sprecher im Vorspann zu hören („Der Weltraum, unendliche Weiten …“), im Filmklassiker Casablanca ist er als Hintergrundstimme am Filmanfang zu hören. Im oscargekrönten Dokumentarfilm Serengeti darf nicht sterben von Michael und Bernhard Grzimek als auch in Die lustige Welt der Tiere von Jamie Uys fungierte er als Erzähler.
Holger Hagen blieb neben der Synchronarbeit weiterhin als Schauspieler aktiv, auch in Film und Fernsehen. In Der Hauptmann von Köpenick (1956) ist er in einer Kleinstrolle zu sehen. Zu seinen weiteren Filmen gehören Geheimakte M (1960) und Verrat auf Befehl (1962) mit William Holden.
Verheiratet war Hagen seit 1971 mit der Schauspielerin Bruni Löbel, mit der er auch mehrmals auf der Bühne und im Fernsehen (z. B. im Pilotfilm zur ZDF-Serie Das Traumschiff) auftrat. Hagen ist in Rattenkirchen, Ortsteil Ramering/Landkreis Mühldorf am Inn, auf seinem Hof neben seiner Frau in einem Urnengrab beigesetzt.

## Filmografie
- 1954: Drei vom Varieté
- 1955: Der falsche Adam
- 1955: Musik im Blut
- 1955: Zwischenlandung in Paris
- 1956: Der Hauptmann von Köpenick
- 1957: Ein Leben für Zeiss
- 1957: Der ideale Untermieter
- 1958: Das Geld, das auf der Straße liegt (Fernsehfilm)
- 1958: Die Trapp-Familie in Amerika
- 1959: Dorothea Angermann
- 1959: Serengeti darf nicht sterben (Dokumentation – als Sprecher)
- 1960: Geheimakte M (Man on a String)
- 1960: Das Glas Wasser
- 1961: Toller Hecht auf krummer Tour
- 1962: Verrat auf Befehl
- 1964: Das Fräulein an der Kasse (Fernsehfilm)
- 1965: Die Reise (Fernsehfilm)
- 1966: Gesellschaftsspiel (Fernsehfilm)
- 1966: Von uns – für Sie! (Fernsehshow als Moderator)
- 1967: Lobby Doll und die Sitzstangenaffäre (Fernsehfilm)
- 1968: Die Einladung (Fernsehfilm)
- 1969: Die Lederstrumpferzählungen (Erzähler) (Fernseh-Mehrteiler)
- 1970: Schlagzeilen über einen Mord
- 1971: Liebe ist nur ein Wort
- 1972: Pater Brown – Vaudreys Verschwinden (Fernsehserie)
- 1973: Arpad, der Zigeuner (Erzähler, 1. Staffel)
- 1973: Tatort: Tote brauchen keine Wohnung
- 1974: Die lustige Welt der Tiere (Erzähler)
- 1977: Flugboot 121 SP (Fernsehserie)
- 1977: Walter Hasenclever (Fernsehfilm)
- 1977: Polizeiinspektion 1: Keine besonderen Vorkommnisse
- 1978: Der Alte: Die Sträflingsfrau
- 1978: Wer sagt mir, wer ich bin … (Dokumentation – als Erzähler)
- 1979: Derrick: Besuch aus New York (Synchronstimme für Brad Harris)
- 1979: Timm Thaler (Erzähler)
- 1980: Nur der Name bleibt … Henry Miller – Erkenntnisse und Bekenntnisse (Dokumentation – als Erzähler)
- 1980: Berlin Alexanderplatz (Fernseh-Mehrteiler)
- 1980: Derrick: Zeuge Yurowski
- 1981: Das Traumschiff: Bahamas und Jungferninseln
- 1984: Der Lehrer und andere Schulgeschichten (Fernsehfilm)
- 1986: Derrick: Das absolute Ende
- 1987: Die Krimistunde (Fernsehserie, Folge 26, Episode: Lebe wohl, schöne Welt)